# ASB Classic
El Clàssic d'Auckland, també conegut com a ASB Classic, és un torneig professional de tennis que es disputa sobre pista dura. Actualment pertany als International Tournaments del circuit WTA femení i se celebra al ASB Tennis Centre d'Auckland, Nova Zelanda, a principis d'any.

## Història
El torneig es va inaugurar el desembre de l'any 1985, encara que es va incloure en el circuit femení de l'any 1986. La primera edició es va jugar sobre herba però en la següent edició ja es va disputar sobre pista dura. L'any 2008, la superfície de joc es va tornar a canviar seguint l'exemple de l'Open d'Austràlia, de forma que es va substituir la Rebound Ace verda pel Plexicushion blau.
L'any 2016 es van unir els dos torneigs de tennis disputats a Auckland, ASB Classic en categoria femenina i el Heineken Open en categoria masculina, en un sol torneig mantenint en nom d'ASB Classic, però conservant la disputa d'ambdues categories en setmanes consecutives.

## Palmarès

### Individual femení
| WTA 250           |                                                   |                                                   |                                                   |
| 2025              | Clara Tauson                                      | Naomi Osaka                                       | 4−6, retirada                                     |
| 2024              | Coco Gauff (2)                                    | Elina Svitòlina                                   | 6−7(4), 6−3, 6−3                                  |
| 2023              | Coco Gauff                                        | Rebeka Masarova                                   | 6−1, 6−1                                          |
| 2022              | Torneig suspès a causa de la pandèmia de COVID-19 | Torneig suspès a causa de la pandèmia de COVID-19 | Torneig suspès a causa de la pandèmia de COVID-19 |
| 2021              | Torneig suspès a causa de la pandèmia de COVID-19 | Torneig suspès a causa de la pandèmia de COVID-19 | Torneig suspès a causa de la pandèmia de COVID-19 |
| WTA International |                                                   |                                                   |                                                   |
| 2020              | Serena Williams                                   | Jessica Pegula                                    | 6−3, 6−4                                          |
| 2019              | Julia Görges (2)                                  | Bianca Andreescu                                  | 2−6, 7−5, 6−1                                     |
| 2018              | Julia Görges                                      | Caroline Wozniacki                                | 6−4, 7−6(4)                                       |
| 2017              | Lauren Davis                                      | Ana Konjuh                                        | 6−3, 6−1                                          |
| 2016              | Sloane Stephens                                   | Julia Görges                                      | 7−5, 6−2                                          |
| 2015              | Venus Williams                                    | Caroline Wozniacki                                | 2−6, 6−3, 6−3                                     |
| 2014              | Ana Ivanović                                      | Venus Williams                                    | 6−2, 5−7, 6−4                                     |
| 2013              | Agnieszka Radwańska                               | Yanina Wickmayer                                  | 6−4, 6−4                                          |
| 2012              | Zheng Jie                                         | Flavia Pennetta                                   | 2−6, 6−3, 2−0 retirada                            |
| 2011              | Gréta Arn                                         | Yanina Wickmayer                                  | 6−3, 6−3                                          |
| 2010              | Yanina Wickmayer                                  | Flavia Pennetta                                   | 6−3, 6−2                                          |
| 2009              | Ielena Deméntieva                                 | Ielena Vesninà                                    | 6−4, 6−1                                          |
| WTA Tier IV       |                                                   |                                                   |                                                   |
| 2008              | Lindsay Davenport                                 | Aravane Rezaï                                     | 6−2, 6−2                                          |
| 2007              | Jelena Janković                                   | Vera Zvonariova                                   | 7−6(9), 5−7, 6−3                                  |
| 2006              | Marion Bartoli                                    | Vera Zvonariova                                   | 6–2, 6–2                                          |
| 2005              | Katarina Srebotnik                                | Shinobu Asagoe                                    | 5–7, 7–5, 6–4                                     |
| 2004              | Eleni Daniïlidu                                   | Ashley Harkleroad                                 | 6–3, 6–2                                          |
| 2003              | Eleni Daniïlidu                                   | Cho Yoon-jeong                                    | 6–4, 4–6, 7–6(2)                                  |
| 2002              | Anna Smashnova                                    | Tatiana Panova                                    | 6–2, 6–2                                          |
| 2001              | Meilen Tu                                         | Paola Suárez                                      | 7–6(8), 6–2                                       |
| 2000              | Anne Kremer                                       | Cara Black                                        | 6–4, 6–4                                          |
| 1999              | Julie Halard-Decugis                              | Dominique van Roost                               | 6–4, 6–1                                          |
| 1998              | Dominique van Roost                               | Silvia Farina Elia                                | 4–6, 7–6, 7–5                                     |
| 1997              | Marion Maruska                                    | Judith Wiesner                                    | 6–3, 6–1                                          |
| 1996              | Sandra Cacic                                      | Barbara Paulus                                    | 6–3, 1–6, 6–4                                     |
| 1995              | Nicole Bradtke                                    | Ginger Helgeson Nielsen                           | 3–6, 6–2, 6–1                                     |
| 1994              | Ginger Helgeson Nielsen                           | Inés Gorrochategui                                | 7–6(4), 6–3                                       |
| 1993              | Elna Reinach                                      | Caroline Kuhlman                                  | 6–0, 6–0                                          |
| 1992              | Robin White                                       | Andrea Strnadová                                  | 2–6, 6–4, 6–3                                     |
| 1991              | Eva Sviglerová                                    | Andrea Strnadová                                  | 6–2, 0–6, 6–1                                     |
| 1990              | Leila Meskhi                                      | Sabine Appelmans                                  | 6–1, 6–0                                          |
| 1989              | Patty Fendick                                     | Belinda Cordwell                                  | 6–2, 6–0                                          |
| 1988              | Patty Fendick                                     | Sara Gomer                                        | 6–3, 7–6                                          |
| 1987              | Gretchen Magers                                   | Terry Phelps                                      | 6–2, 6–3                                          |
| 1986              | Anne Hobbs                                        | Louise Field                                      | 6–3, 6–1                                          |

### Dobles femenins
| WTA 250           |                                                   |                                                   |                                                   |
| 2025              | Jiang Xinyu Wu Fang-hsien                         | Aleksandra Krunić Sabrina Santamaria              | 6−3, 6−4                                          |
| 2024              | Anna Danilina Viktória Hrunčáková                 | Marie Bouzková Bethanie Mattek-Sands              | 6−3, 6−7(5), [10−8]                               |
| 2023              | Miyu Kato Aldila Sutjiadi                         | Leylah Fernandez Bethanie Mattek-Sands            | 1−6, 7−5, [10−4]                                  |
| 2022              | Torneig suspès a causa de la pandèmia de COVID-19 | Torneig suspès a causa de la pandèmia de COVID-19 | Torneig suspès a causa de la pandèmia de COVID-19 |
| 2021              | Torneig suspès a causa de la pandèmia de COVID-19 | Torneig suspès a causa de la pandèmia de COVID-19 | Torneig suspès a causa de la pandèmia de COVID-19 |
| WTA International |                                                   |                                                   |                                                   |
| 2020              | Asia Muhammad Taylor Townsend                     | Serena Williams Caroline Wozniacki                | 6−4, 6−4                                          |
| 2019              | Eugenie Bouchard Sofia Kenin                      | Paige Mary Hourigan Taylor Townsend               | 1−6, 6−1, [10−7]                                  |
| 2018              | Sara Errani Bibiane Schoofs                       | Eri Hozumi Miyu Kato                              | 7−5, 6−1                                          |
| 2017              | Kiki Bertens Johanna Larsson                      | Demi Schuurs Renata Voráčová                      | 6−2, 6−2                                          |
| 2016              | Elise Mertens An-Sophie Mestach                   | Danka Kovinić Barbora Strýcová                    | 2−6, 6−3, [10−5]                                  |
| 2015              | Sara Errani Roberta Vinci                         | Shuko Aoyama Renata Voráčová                      | 6−2, 6−1                                          |
| 2014              | Sharon Fichman Maria Sanchez                      | Lucie Hradecká Michaëlla Krajicek                 | 2−6, 6−0, [10−4]                                  |
| 2013              | Cara Black Anastassia Rodiónova                   | Julia Görges Iaroslava Xvédova                    | 2−6, 6−2, [10−5]                                  |
| 2012              | Andrea Hlaváčková Lucie Hradecká                  | Julia Görges Flavia Pennetta                      | 6−7(2), 6−2, [10−7]                               |
| 2011              | Květa Peschke Katarina Srebotnik                  | Sofia Arvidsson Marina Erakovic                   | 6−3, 6−0                                          |
| 2010              | Cara Black Liezel Huber                           | Natalie Grandin Laura Granville                   | 7−6(4), 6−2                                       |
| 2009              | Nathalie Dechy Mara Santangelo                    | Núria Llagostera Vives Arantxa Parra              | 4−6, 7−6, [12−10]                                 |
| WTA Tier IV       |                                                   |                                                   |                                                   |
| 2008              | Maria Korítseva Lilia Osterloh                    | Martina Müller Barbora Záhlavová-Strýcová         | 6−3, 6−4                                          |
| 2007              | Janette Husárov Paola Suárez                      | Su−Wei Hsieh Shikha Uberoi                        | 6−0, 6−2                                          |
| 2006              | Ielena Likhovtseva Vera Zvonariova                | Émilie Loit Barbora Záhlavová-Strýcová            | 6−3, 6−4                                          |
| 2005              | Shinobu Asagoe Katarina Srebotnik                 | Leanne Baker Francesca Lubiani                    | 6−3, 6−3                                          |
| 2004              | Mervana Jugić-Salkić Jelena Kostanić              | Virginia Ruano Paola Suárez                       | 7−6, 3−6, 6−1                                     |
| 2003              | Teryn Ashley Abigail Spears                       | Cara Black Ielena Likhovtseva                     | 6−2, 2−6, 6−0                                     |
| 2002              | Nicole Arendt Liezel Huber                        | Květa Peschke Henrieta Nagyová                    | 7−5, 6−4                                          |
| 2001              | Alexandra Fusai Rita Grande                       | Emmanuelle Gagliardi Barbara Schett               | 7−6, 6−3                                          |
| 2000              | Cara Black Alexandra Fusai                        | Barbara Schwartz Patricia Wartusch                | 3−6, 6−3, 6−4                                     |
| 1999              | Silvia Farina Barbara Schett                      | Seda Noorlander Marlene Weingartner               | 6−2, 7−6                                          |
| 1998              | Nana Miyagi Tamarine Tanasugarn                   | Julie Halard Janette Husárová                     | 7−6, 6−4                                          |
| 1997              | Janette Husárová Dominique Monami                 | Aleksandra Olsza Elena Pampoulova                 | 6−2, 6−7, 6−3                                     |
| 1996              | Els Callens Julie Halard                          | Jill Hetherington Kristine Radford                | 6−1, 6−0                                          |
| 1995              | Jill Hetherington Elna Reinach                    | Laura Golarsa Caroline Vis                        | 7−6, 6−2                                          |
| 1994              | Patricia Hy Mercedes Paz                          | Jenny Byrne Julie Richardson                      | 6−4, 7−6                                          |
| 1993              | Isabelle Demongeot Elna Reinach                   | Jill Hetherington Kathy Rinaldi                   | 6−2, 6−4                                          |
| 1992              | Rosalyn Fairbank Raffaella Reggi                  | Jill Hetherington Kathy Rinaldi                   | 1−6, 6−1, 7−5                                     |
| 1991              | Patty Fendick Larisa Savchenko-Neiland            | Jo-Anne Faull Julie Richardson                    | 6−3, 6−3                                          |
| 1990              | Natalia Medvedeva Leila Meskhi                    | Jill Hetherington Robin White                     | 3−6, 6−3, 7−6                                     |
| 1989              | Patty Fendick Jill Hetherington                   | Elizabeth Smylie Janine Thompson                  | 6−4, 6−4                                          |
| 1988              | Patty Fendick Jill Hetherington                   | Cammy MacGregor Cynthia MacGregor                 | 6−2, 6−1                                          |
| 1987              | Anna Maria Fernández Julie Richardson             | Gretchen Rush Elizabeth Minter                    | 4−6, 6−4, 6−2                                     |
| 1986              | Anne Hobbs Candy Reynolds                         | Lea Antonoplis-Inoye Adriana Villagran            | 6−1, 6−3                                          |